# طريقة بيلينغس للتبويض
طريقة بيلينغس للتبويض - طريقة بيلينغز للتبويض (Billings Method) أو طريقة احتساب أيام التبويض
إن طريقة احتساب أيام التبويض تعد نتاج بحث علمي شامل أُجري لأول مرة في أستراليا، وأكده في وقت لاحق علماء في أنحاء أخرى من العالم. وتقدم هذه الطريقة مساعدة بارزة للعديد من الأزواج الذين يجدون صعوبة في تحقيق الحمل. وأصبحت تعليمات استخدام طريقة احتساب أيام التبويض متعارفًا عليها حاليًا على نحو واسع كأول إجراء يتم اللجوء إليه لمساعدة هؤلاء الأزواج.
عند فهم طريقة احتساب أيام التبويض وتطبيقها بشكل صحيح وفقًا لقواعد تجنب الحمل فإنها تعطي نتائج فعالة مرة أخرى، ويمكن تصنيفها في الفئات الأكثر فاعلية من بين التقنيات المستخدمة في تجنب الحمل. معدلات الحمل ذات الصلة فيما بين 0٪ إلى 2.9٪
.
وبما أن الإباضة هو التوقيت الذي من الممكن أن يحدث خلاله الحمل، سيكون من المفيد جداً، التعرف على كيفية حساب أيام التبويض. وهنا تجدر الإشارة إلى أن طبيعة الجسم تختلف من امرأة لأخرى، ولا يوجد أي صيغة أو طريقة حسابية يمكن استخدامها لتحديد موعد الإباضة بشكل دقيق.
لا توجد طريقة لتجنب الحمل فعالة بنسبة 100%. وهذا الأمر مؤكد من خلال عمليات تعقيم الرجال والنساء (عمليات قطع قناة المني أو ربط قنوات الإنجاب)، من خلال استخدام وسائل منع الحمل الكيماوية، والأجهزة المدخلة إلى داخل الرحم وموانع الحمل. ينبغي التعرف على احتمالية حدوث الحمل عند ممارسة رجل وامرأة يتمتعان بالصحة للجماع.
طريقة بيلينغس تعلم المرأة وتفسر لها علامات الخصوبة الطبيعية من خلال جميع مراحل الحياة المتغيرة من سن البلوغ إلى سن اليأس.
أسلوب بيلينغس سهل التعلم وهو ناجح للغاية عند استخدامها من قبل الزوجين لتحقيق أو تجنب الحمل.
هذه الطريقة لتنظيم الأسرة الطبيعي انها تولد التعاون والاحترام بين المرأة والرجل. وهي تطور الحب والاهتمام ببعضهما البعض وبالطفل، وذلك مما يثري العلاقة بينهما.
كما أن طريقة بيلينغس هي الطريقة الطبيعية التي تبنى على احترام الخصوبة بدلا من إخماد بالأدوية أو الأجهزة، فإن ذلك غير مقبول للأزواج من جميع الثقافات والأديان.
تم تطوير طريقة بيلينغز لتنظيم الأسرة الطبيعية عن طريق الزوج والزوجة، بواسطة فريق الطبيبان جون وايفلين بيلينغس، والاب موريس Catarinich، في ملبورن، أستراليا ومنذ ذلك الحين انتشرت في جميع أنحاء العالم.

## أساسيات طريقة بيلينغس

مخطط للملاحظة.

يحدث التبويض في يوم واحد فقط في كل دورة والبويضة تعيش فقط 12-24 ساعة ما لم تكن مخصبة. تحتاج الحيوانات المنوية للمخاط من أجل البقاء على قيد الحياة لمدة أطول لأن فترة نشاطها الزمنية قصيرة جدًا. ومع ذلك ففي حالة وجود مخاط يمكن للحيوانات المنوية أن تعيش 3-5 أيام.
خصوبة الزوجين تعتمد على:
- التبويض الطبيعي
- الحيوانات المنوية الصحية
- عنق الرحم الصحي والإنتاج الكافي من المخاط
- بطانة الرحم السليمة (بطانة الرحم)
- قناة فالوب السليمة
- العلاقة المنسجمة بين الزوج والزوجة.
- وسائل منع الحمل للتدخل في عمل عملية واحدة أو أكثر من هذه العوامل.

وتستند طريقة بيلينغس على تحديد أوقات الخصوبة وعدمها التي تحدث بشكل طبيعي في دورة المرأة الشهرية، بغض النظر عن طول أو انتظام الدورة .
نجاح أسلوب بيلينغس يعتمد على:
- التدريس المناسب
- الفهم الصحيح
- دقة الملاحظة وإعداد الرسوم البيانية اليومية
- الدافع المتبادل والمحبة والتعاون بين الزوجين.

مثال :
طول الدورة 28 يوم
النتيجة
اليوم 1 - أول يوم للطمث
اليوم 11 - خصوبة منخفضة
اليوم 12 - خصوبة عالية
اليوم 13 - خصوبة عالية جدا
اليوم 14 - يوم الإباضة
اليوم 15 و16- إستمرار الجماع لحصر البويضة بالحيوانات المنوية
أهمية طريقة بيلنغز للتبويض، التي يشار إليها اختصارا بالأحرف الإنكليزية BOM، باعتبارها وسيلة طبيعية لتنظيم الحمل من أجل المحافظة على صحة المرأة في كل مكان، ولتوضيح السبب الذي يستدعي أن تعمل الأمم المتحدة بنشاط على تشجيع تعليم هذه الوسيلة

## وصلات خارجية
- http://www.thebillingsovulationmethod.org/ Official Site of the Billings Ovulation Method.
- http://www.woombinternational.org/ Official Site of the World Organisation of the Ovulation Method Billings